# Saint-Pierre-du-Fresne
Saint-Pierre-du-Fresne è un comune francese di 201 abitanti situato nel dipartimento del Calvados nella regione della Normandia.

## Società

### Evoluzione demografica
Abitanti censiti